# سند أبا الخيل
سند أبا الخيل (31 مارس 1988 -)، ممثل سعودي. بدأ العمل الفني في عام 2011 مسلسل طاش ما طاش 18 

## عن حياته
ولد في الرياض بالمملكة العربية السعودية بدأ العمل الفني في 2011 مسلسل طاش ما طاش 18 في المسلسلات التلفزيونية الكوميدية السعودية.

## أعماله

### من المسلسلات
- 2011: طاش ما طاش 18.
- 2013: هذا حنا.
- 2018: بدون فلتر.
- 2018: العاصوف.

## روابط خارجية
- سند أبا الخيل على موقع قاعدة بيانات الأفلام العربية